# شهرستان جینگچوان
شهرستان جینگچوان (به لاتین: Jingchuan County) یک منطقهٔ مسکونی در چین است که در پینگلیانگ واقع شده‌است.